# Pumdibhumdi
Pumdibhumdi (nep. पुम्दीभुम्दी) – gaun wikas samiti w zachodniej części Nepalu w strefie Gandaki w dystrykcie Kaski. Według nepalskiego spisu powszechnego z 2001 roku liczył on 1568 gospodarstw domowych i 7947 mieszkańców (4143 kobiet i 3804 mężczyzn).